# Sister My Sister
Pour plus de détails, voir Fiche technique et Distribution.
Sister My Sister est un film britannique réalisé par Nancy Meckler (en), sorti en 1994.

## Synopsis
L'action se déroule en France, en province, au début des années trente et se base sur l'histoire des sœurs Papin.

## Fiche technique
- Réalisation : Nancy Meckler (en)
- Scénario : Wendy Kesselman (en)
- Musique : Stephen Warbeck
- Durée : 104 minutes

## Distribution
- Julie Walters : Madame Danzard
- Joely Richardson : Christine
- Jodhi May : Lea
- Sophie Thursfield : Isabelle Danzard

## Récompenses et distinctions
- Meilleur film au Festival du film gay et lesbien de Turin 1995.
- Prix spécial du Jury au Festival International du Film de Seattle pour Nancy Meckler.
- Prix de la meilleure actrice au Festival international du film de Valladolid pour Jodhi May et Joely Richardson.